# FC Corvinul Hunedoara
Clubul Sportiv Corvinul 1921 Hunedoara, comumente conhecido como Corvinul Hunedoara ou simplesmente como Corvinul, é um clube de futebol romeno com sede na cidade de Hunedoara, condado de Hunedoara, que compete na Liga II.
Fundado em 1921 como Fero Sport Hunedoara, o clube teve vários nomes ao longo do tempo, mas ficou com Corvinul, inspirado no Castelo de Corvin e na história local dos Corvins. Com esta denominação, a equipe alcançou os seus melhores desempenhos durante a década de 1980, altura em que foi presença constante no escalão principal. Entre 1979 e 1982, o Corvinul foi treinado por Mircea Lucescu, que viria a se tornar um dos treinadores romenos de maior sucesso.
Após a queda do comunismo, o Corvinul foi rebaixado para a Divizia B em 1992 e nunca foi promovido de volta. O clube enfrentou problemas financeiros e de identidade no século XX, mas em 2021 sua marca foi recuperada pelo Município de Hunedoara.

## História

### O Orgulho dos Trabalhadores de Ferro (1921-1953)

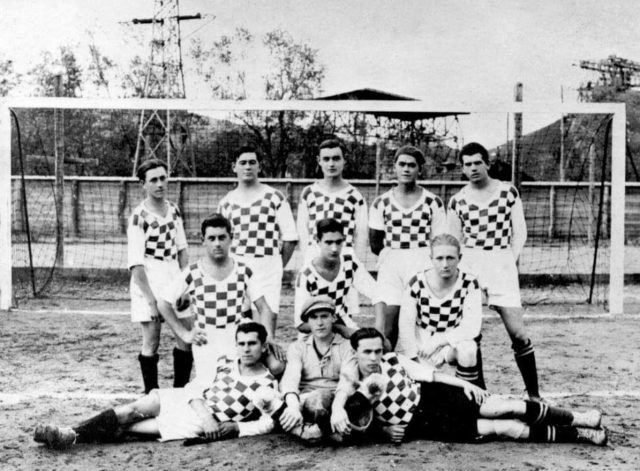
UF Hunedoara em 1930.

O futebol é praticado em Hunedoara, de forma desordenada, desde o início dos anos 1900, sendo trazido por jovens locais que estudavam nas grandes cidades do país ou no exterior, como aconteceu com a maioria dos primórdios do futebol na Transilvânia.
O ano de 1921 será o primeiro em que se organizará um Campeonato de Futebol entre as fronteiras do Reino da Romênia, campeonato que decorreu como um torneio com ligas regionais e uma fase final nacional. No mesmo ano, em Hunedoara, por iniciativa de vários entusiastas do esporte, liderados por Ludovic Rimbaș, foi fundado o primeiro time de futebol organizado, o Fero Sport Hunedoara. O novo clube de futebol operava sob o patrocínio da Fábrica de Ferro local. Iosif Onciu (então diretor da Fábrica de Ferro) foi eleito presidente, e Ludovic Rimbaș ocupou os cargos de secretário do clube e dirigente da equipe. A sede da empresa ficava nas antigas instalações do "Red Union" na Severin Street.
O primeiro time de futebol organizado de Hunedoara despertou grande entusiasmo entre os locais, mas principalmente entre os funcionários da Usina de Ferro, que concordaram em contribuir cada um com 1% de seu salário para apoiar o novo time de futebol. Ao mesmo tempo, os jogadores de futebol eram regularmente premiados pela direção da Usina e tinham prioridade na contratação. Assim, desde o início, o time de futebol teve uma estreita ligação com a Siderúrgica local, que mais tarde se tornou uma Siderúrgica.
A partir de 1924, a equipe mudou seu nome para U.F.H (Uzinele de Fier Hunedoara) e em 1936, para Iancu Corvin Hunedoara. Durante a Segunda Guerra Mundial a situação era muito difícil, o time jogava em vários terrenos improvisados, mais ou menos arranjados. A situação financeira do clube era particularmente difícil, mas o clube sobreviveu. Em 1943, o nome do time voltou a ser U.F.H. (Uzinele de Fier Hunedoara). Com a reorganização da Romênia sob o regime comunista, a equipe assumiu o novo nome da antiga Usina de Ferro, I.S.S. Hunedoara (Întreprinderile Siderurgice de Stat Hunedoara). No mesmo ano, o time de futebol disputou a terceira divisão (Divzia C) com o nome de I.M.S. Hunedoara (Întreprinderea Muncitorească Siderurgică Hunedoara) e um ano depois, a gestão do clube foi assumida pelo sindicato da unidade siderúrgica, o nome mudou novamente e passou a ser Metalul Hunedoara.
Em 1953, o Metalul foi promovido à primeira divisão (Divizia A) pela primeira vez, um momento que ficou na história como a primeira vez em que um clube de futebol da “Cidade do Aço” ultrapassou o limiar da primeira divisão. Nessa temporada, o Hunedoara terminou na primeira colocação da 2ª Série, a 4 pontos do vice-campeão, outro time apoiado financeiramente pela Siderurgia da Romênia, Metalul Câmpia Turzii.

### Um Período de Lutas (1954-1975)
O Metalul lutou com orgulho em sua primeira temporada na primeira divisão (1954), mas finalmente foi rebaixado depois de ficar em 11º lugar entre 14, primeiro time colocado abaixo da linha de rebaixamento. A década de 1950 continuou com cinco participações consecutivas na Segunda Divisão: (1955 – 6°, 1956 – 2°, 1957–58 – 2°, 1958–59 – 4° e 1959–60 – 1°). Em 1956, o Metalul Hunedoara foi renomeado como Energia Hunedoara, mas em 1958 o nome foi alterado novamente, desta vez em Corvinul Hunedoara. O clube de futebol sediado em Hunedoara mudou frequentemente de nome entre 1921 e 1958 de forma a criar uma identidade personalizada, algo mais especial, que ficasse na memória das pessoas e fosse diretamente associado a Hunedoara. Mesmo que o nome Corvinul não tenha pegado imediatamente, as atuações posteriores e sua singularidade no cenário do futebol romeno o prenderam ao clube de futebol com sede em Hunedoara.
O Corvinul foi promovido à Divizia A no verão de 1960, e parecia que uma nova era estava começando "sob os altos-fornos", mas, novamente, a equipe rebaixou após apenas uma temporada na primeira divisão depois de ter sido classificada como a última, fora de 14 equipes. A situação começou a ficar dramática passado mais um ano, quando o Corvinul fez uma das suas piores épocas e foi o último classificado da Divizia B, descendo para o terceiro escalão, pela primeira vez na última década. Após o rebaixamento, as autoridades locais decidiram mudar novamente o nome, porque Corvinul foi uma escolha azarada e rebatizou o clube como Siderurgistul Hunedoara, novamente apoiado financeiramente pela Fábrica de Ferro. A usina de ferro de Hunedoara não era tão grande quanto a siderúrgica de Galați, então automaticamente tinha menos força financeira. Como resultado, o Siderurgistul (novamente Metalul Hunedoara desde 1964) jogou nada menos que cinco temporadas consecutivas na Divizia C. Finalmente, "os Metalúrgicos" foram promovidos em 1967, quando ocuparam o 1º lugar, quatro pontos à frente de outro "fábrica equipe", Tractorul Brașov.
De meados dos anos 1960 a meados dos anos 1970, o Metalul Hunedoara, então rebatizado novamente como Corvinul Hunedoara (em 1970) se estabeleceu como um importante time da Divizia B, classificando-se entre o 4º e o 13º lugares, mas nunca com chances realmente importantes de promoção.

### Era de Ouro de Corvinul (1975–1990)

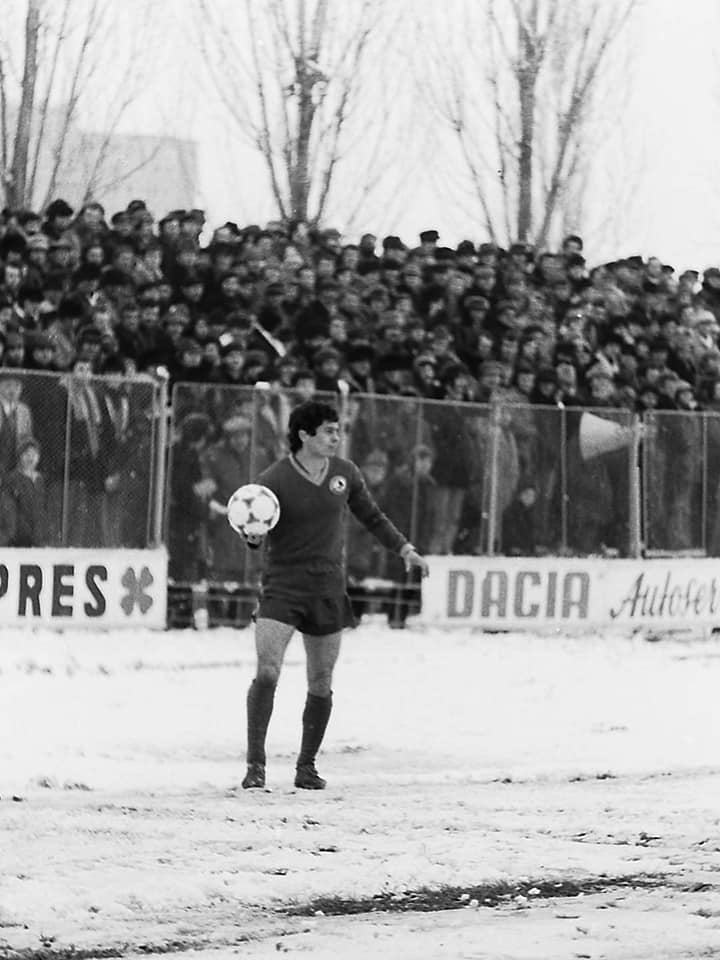
Mircea Lucescu em Corvinul no início de 1980.

No final de 1975-76, Corvinul foi promovido de volta à Divizia A, após 15 anos de ausência e lutas. Foi o início da ascensão de Hunedoara no futebol romeno. Na primeira metade da temporada, a equipe foi comandada por Ladislau Vlad e Constantin Toma, depois na segunda metade por Ilie Savu, Victor Cojocaru e Remus Vlad. A equipe era composta pelos seguintes jogadores: Gheorghe Bologan, Romulus Cocu e Emeric Moritz – Ioan Stan, Nicolae Jurcă, Remus Vlad, Vasile Ghiță, Dorin Nicșa, Ioan Petcu, Alexe Lazăr, Marian Deacu, Octavian Cojocaru, Virgil Stoica, Ilie Ologu, Clemen Șureghin, Eremia Șumulanschi, Ioan Bucur, Ioan Năstase, Petre Șchiopu, Gheorghe Albu, Vasile Dina, Gheorghe Georgescu, Florea Văetuș e Dan Pintilie.
Em 1975, a secção de futebol foi separada do Clube Desportivo Corvinul e a equipa passou a designar-se FC Corvinul. Foi o terceiro clube de futebol da Romênia a adotar a abreviatura "FC" em seu nome, depois de FC Argeș Pitești e FC Bihor Oradea. Durante a década de 1970, a paixão do povo de Hunedoara pelo futebol cresceu ao mesmo tempo que o desenvolvimento da cidade. A Siderúrgica era uma força na indústria nacional. A partir da primavera de 1976, jovens futebolistas do clube como Dorin Nicșa, Ioan Petcu, Florea Văetuș, Gheorghe Albu ou Mihai Viespe começam a ser convocados para os grupos nacionais de juniores e juvenis. Facto natural, até porque, no final da época 1976-77, a Equipa de Reservas do Corvinul ocupava um honroso 3º lugar no campeonato.
No mesmo ano de 1976, Gelu Simoc (um dos 28 membros fundadores do FC Corvinul Hunedoara, na época chefe do Serviço Pessoal da Siderúrgica de Hunedoara) conseguiu convencer Radu Nunweiller (uma estrela do futebol romeno naquele momento) para vir para Hunedoara, pensando que, se, por anos seguidos, a seleção romena de futebol foi construída, praticamente em torno dele, o mesmo poderia ter acontecido em Hunedoara. No entanto, a experiência do jogador do Dínamo teria sido extremamente útil para a equipe em sua terceira participação na Primeira Divisão. Um ano depois, também no final da carreira, Mircea Lucescu também foi persuadido a vir para Hunedoara. O então diretor da Siderúrgica, Sabin Faur, liderou as negociações finais. No entanto, o principal mérito para a chegada de Lucescu a Hunedoara teve o mesmo homem, Gelu Simoc. Depois de um 14º lugar (1976–77) e um 8º lugar (1977–78), o Corvinul foi rebaixado para a segunda divisão, no final da temporada 1978–79. Após a partida em que os "Siderúrgicos" perderam qualquer chance de permanecer na primeira divisão, Mircea Lucescu teve um dos "choques" mais agradáveis de sua vida ao ser retirado do estádio em armas e liderado em aplausos e incentivos para sua casa pelos torcedores, como um herói, embora o time tivesse acabado de rebaixar.
Aquele momento ficou na história do Hunedoara como o momento em que nasceu uma equipe memorável. Mesmo com o rebaixamento do Corvinul, as seleções juvenis do clube tiveram um desempenho de alto nível, então Mircea Lucescu assumiu o cargo de técnico e convenceu Florea Dumitrache, outra lenda da seleção romena de futebol da década de 1970, a assinar com o Corvinul. Nos anos seguintes, a “praça” formada por Radu Nunweiller – Florea Dumitrache – Remus Vlad – Mircea Lucescu serviu de suporte para a extraordinária ascensão de jovens futebolistas, entre eles: Michael Klein, Romulus Gabor, Ioan Andone, Mircea Rednic e outros. O Corvinul foi promovido de volta à Divizia A após apenas uma temporada na segunda liga, vencendo sua série. No final da temporada 1980-81, Corvinul ficou em 6º lugar, então na temporada seguinte "os Ravens" alcançaram seu melhor desempenho, um 3º lugar. Nessa temporada, o time sediado em Hunedoara também foi líder do campeonato por um período e no primeiro elenco 9 jogadores nasceram no condado de Hunedoara. A equipe era dirigida por Mircea Lucescu (jogador e treinador) e era formada pelos seguintes jogadores: Niculai Alexa, Marian Ioniță – Ioan Andone, Mircea Rednic, Ioan Bogdan, Dumitru Gălan, Florin Dubinciuc, Michael Klein, Constantin Dumitriu, Victor Oncu, Dorin Nicșa, Dorin Mateuț, Ioan Petcu, Romulus Gabor, Florea Văetuș, Florea Dumitrache e Mircea Lucescu.

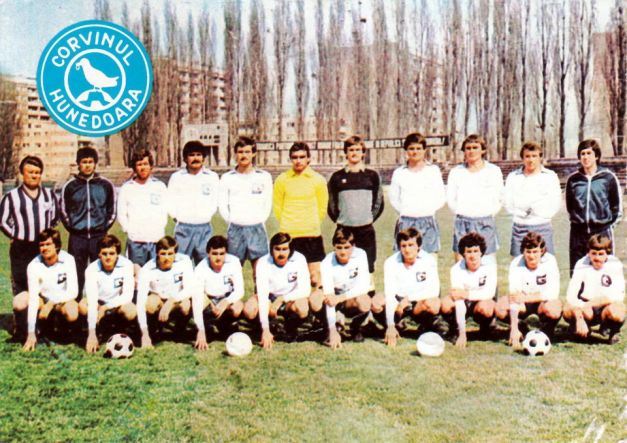
Esquadrão Corvinul na temporada 1981-82.

Como resultado deste desempenho, o FC Corvinul se classificou para a temporada 1982-83 da Copa UEFA. "The White and Blues" venceu os austríacos do Grazer AK (3–1 no total) na primeira rodada, mas na segunda rodada perdeu para o FK Sarajevo da Iugoslávia (4–8 no total). Durante a década de 1980, o Corvinul se tornou uma força no futebol romeno, um nome a ser temido, mas também muito respeitado. "Hunedorenii" era conhecido como um time muito bom e ofensivo em casa, onde ao longo desta década obteve alguns resultados chocantes, entre eles: 9–0 contra o Rapid București, 8–0 contra o Politehnica Iași ou 3–1 contra Steaua București, este último foi obtido semanas antes de o Steaua atingir seu melhor desempenho, vencendo a final da Copa da Europa de 1986, contra o FC Barcelona. Durante a gestão de "Jackie" Ionescu como técnico do time (1984–1986), nasceu uma frase que ficou com o Corvinul ao longo do tempo, "norma hunedoareană" (padrão de Hunedoara), frase que aparece no estilo ofensivo de futebol de Corvinul, "os Ravens " marcando em geral pelo menos três gols em casa. Por melhor que fosse em casa, o Corvinul era geralmente um time medíocre fora de casa, quando também registrou sua maior derrota, 0–11 contra o Steaua București, em 1988.
Em 1988, a chama começou a se apagar, ainda que o reputado treinador e professor Constantin "Titi" Ardeleanu tenha tentado uma renovação do plantel. As palavras de Ardeleanu daquela época ficaram profundamente inscritas na história do clube: "Corvinul é um nome importante no futebol romeno. É inegável o seu contributo para os últimos grandes sucessos internacionais! Presentes em muitas selecções nacionais, os futebolistas de Hunedoara deram a medida exata do seu valor, e o Corvinul é uma das primeiras equipes do país!" Entre 1982 e 1990, a equipe sediada em Hunedoara obteve as seguintes classificações: 1982–83 – 6º, 1983–84 – 12º, 1984–85 – 8º, 1985–86 – 5º, 1986–87 – 9º, 1987–88 – 7º , 1988–89 – 15º e 1989–90 – 8º.

### A Queda de um Clube Lendário (1990–2004)

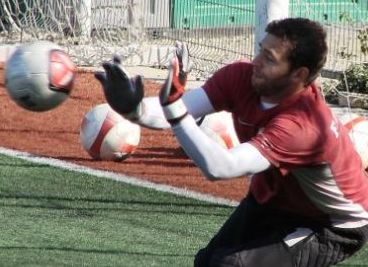
Bogdan Lobonț, jogador formado pelo Corvinul.

Os anos 1990 representam a queda do comunismo na Romênia e o início de um novo começo para o país, mas para as indústrias de ferro e mineração, dois dos motores da economia dos anos 1970 e 1980, foi o começo do fim. O condado de Hunedoara foi uma das regiões mais afetadas devido à sua economia, que se baseava exatamente nesses dois setores de atividade. A queda da economia afetou diretamente os dois clubes mais importantes do condado: Corvinul e Jiul Petroșani. Se o Jiul continuou lutando entre as duas principais ligas pelos próximos 15 anos, o Corvinul jogou na primeira divisão por apenas mais duas temporadas: 1990-91 e 1991-92, mas com resultado abaixo das expectativas, classificando-se em 14º e 18º, este último resultado significou automaticamente o rebaixamento para a Divizia B, pela primeira vez nos últimos 12 anos.
De volta à segunda divisão, "os Ravens" acusaram o choque do rebaixamento e obtiveram duas classificações fracas, no meio e na segunda metade da tabela, então a temporada 1994-95 parecia ser sua chance de salvar e relançar o clube. "The White and Blues" terminou o campeonato como vice-campeão em sua série e se classificou para o play-off de promoção, onde perdeu por 0-1 contra o Sportul Studențesc București. No mesmo período, o produtivo Centro Juvenil de Corvinul deu ao futebol romeno um novo nome importante, Bogdan Lobonț, que será vendido ao Rapid București, dois anos depois. De volta à segunda divisão, os resultados do Corvinul foram modestos e o apoio financeiro da Siderúrgica cada vez menos consistente, assim, entre 1996 e 1999, a equipe se acomodou no meio da tabela, entre o 7º e o 10º lugar.
Para além da sua situação financeira e desportiva, o Centro Juvenil de Corvinul continua a "produzir" jogadores importantes, entre eles Bogdan Andone, Decebal Gheară ou Bogdan Apostu, assim, com uma nova geração e algum apoio financeiro do Município de Hunedoara, o Corvinul luta pela uma nova promoção, mas terminou a temporada 1999-2000 apenas na 3ª colocação, atrás de Gaz Metan Mediaș e ARO Câmpulung. Esta foi a última temporada em que a equipe sediada em Hunedoara lutou pela promoção à primeira divisão. Na temporada seguinte, os "Ravens" foram rebaixados para a Divizia C, pela primeira vez nos últimos 34 anos, mas foram promovidos de volta após uma temporada. Nas quatro temporadas seguintes, o Corvinul jogou na segunda divisão, mas no seu melhor ficou em 7º lugar, finalmente no outono de 2004 o clube foi excluído de todas as competições pela Federação Romena de Futebol por causa das dívidas acumuladas ao longo dos anos.

### Sucessores e processos (2005–2021)

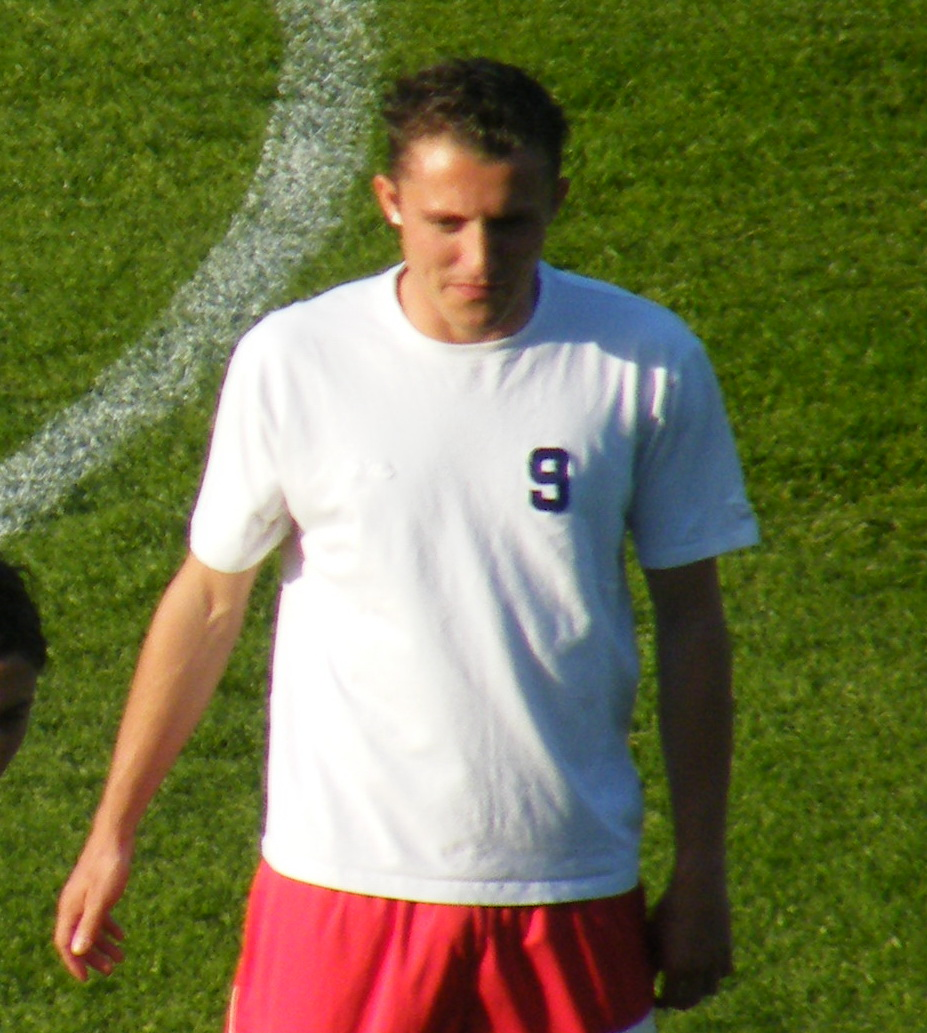
Bogdan Apostu, ex-jogador do Corvinul, agora agente de futebol e pessoa envolvida na recuperação da marca do clube.

Entre 2004 e 2016, o clube não teve times seniores registrados para jogar em nenhuma competição da Federação Romena de Futebol e foi mantido vivo apenas por um time juvenil que jogou no Campeonato do Condado. Em 2016, o Tribunal de Hunedoara decidiu que o FC Corvinul será dissolvido por uma dívida de aprox. 160.500$, embora o clube tenha conseguido adiar esta sentença desde 2008, à luz de um processo vencido contra o Rapid București relativo à transferência de Bogdan Lobonț para o Ajax. O Corvinul deveria ter cobrado o valor de 900.000$, mas a Rapid também entrou em falência, pelo que o Tribunal de Hunedoara considerou que o Corvinul não tem como cobrar o dinheiro e deve entrar em liquidação.
Em 2005, o último presidente do FC Corvinul, Mircea Alic, registrou a marca Corvinul e posteriormente a vendeu para Octavian Marian, um empresário de Bucareste, por aprox. 45.000€. No mesmo ano, o município de Hunedoara fundou o SC Corvinul 2005 Hunedoara, o clube comprou sua vaga na segunda divisão do CS Deva, mas teve vida curta, os problemas financeiros voltaram a aparecer e em 2008, o novo clube também foi dissolvido. No verão de 2009, um novo clube sucessor foi fundado, o FC Hunedoara, um clube que jogou muitas temporadas consecutivas na Liga III e por quatro anos consecutivos perdeu a promoção à Liga II por uma pequena margem. No verão de 2016, esta entidade foi também excluída da Liga III por problemas financeiros. Rebaixado para a County League, o FC Hunedoara foi reorganizado como CS Hunedoara e promovido de volta.
Entre 2005 e 2021, nenhum dos clubes sucessores pôde usar a marca FC Corvinul, apesar de o clube original estar adormecido, até 2016 quando o Tribunal de Hunedoara decidiu que o FC Corvinul deve entrar em liquidação, oficialmente. A questão principal era que Mircea Alic registrou a marca, depois a vendeu para Octavian Marian, que não tinha interesse em entregá-la ao município de Hunedoara. Corvinul 2005, FC Hunedoara e CS Hunedoara foram os sucessores do FC Corvinul, do ponto de vista desportivo. Estas entidades usaram as cores branca e azul, o Estádio Michael Klein como casa e contaram também com o apoio dos adeptos e grupos de ultras do Corvinul.

### Corvinul está de volta (2021–presente)
No verão de 2021, por ocasião do Centenário do Corvinul, a marca original, "FC Corvinul 1921" foi comprada por 47.000€ a Octavian Marian. Para a aquisição da marca estiveram envolvidos nomes lendários do clube, entre eles Ioan Andone, Mircea Lucescu, Bogdan Apostu ou Mircea Rednic, também com o apoio do Município de Hunedoara. Os grupos Ultras do Corvinul arrecadaram mais de 12.000€ e também contribuíram como voluntários na campanha de aquisição da marca Corvinul. Agora, prevê-se que no verão de 2022, o CS Hunedoara seja fundido com o FC Corvinul, de forma a trazer de volta à vida o antigo clube, mas também para dar continuidade jurídica aos últimos 17 anos de lutas. CS Hunedoara já utiliza o logotipo do Corvinul nas suas camisas e campanhas de marketing, bem como no site oficial.
No verão de 2022, CS Hunedoara foi oficialmente renomeado como CS Corvinul 1921 Hunedoara (devido à fusão entre a marca CS Hunedoara e Corvinul Hunedoara). Como resultado, o CS Hunedoara tornou-se o sucessor oficial do FC Corvinul.

## Jogadores Notáveis
- Bogdan Lobonț
- Dorin Mateuț
- Florea Dumitrache
- Ioan Andone
- Ioan Bogdan
- Marius Șumudică
- Michael Klein
- Mircea Lucescu
- Mircea Rednic
- Radu Nunweiller
- Romulus Gabor